# Myotonia congenita
Myotonia congenita, of congenitale myotonie  is een zeer zeldzame erfelijke spieraandoening die onder te verdelen is de ziekte van Becker (dystrofinopathie) en de ziekte van Thomsen (autosomaal dominante myotonia congenita). Congenita betekent "aangeboren", en hereditaria, erfelijk. Myotonia betekent "het abnormaal aangespannen zijn van spieren".

## Ziekte van Thomsen
De ziekte van Thomsen is genoemd naar de Deense arts Julius Thomsen die de ziekte in 1876 omschreef. De ziekte is autosomaal dominant overerfbaar waarbij de oorzaak op chromosoom 7 ligt. Het kenmerkt zich door aanvallen van plotselinge stijfheid (kramp) van de skeletspieren. Deze, regelmatig pijnlijke, aanvallen komen voor na een periode van rust en/of een plotselinge beweging door bijvoorbeeld een schrikreactie. Ook temperatuurwisselingen en vermoeidheid kunnen het aantal aanvallen bevorderen. Deze stijfheid kan in het hele lichaam ontstaan met uitzondering van het hart- en het darmstelsel. De eerste symptomen kunnen al snel na de geboorte zichtbaar zijn. Een aantal mensen met de ziekte van Thomsen heeft een vorm van spierhypertrofie.

## Ziekte van Becker
De ziekte van Becker is genoemd naar de Duitse arts Peter Emil Becker die de ziekte in de 20ste eeuw beschreef. Het is, anders dan bij de ziekte van Thomsen, autosomaal recessief overerfbaar. De oorzaak ligt, net als bij de ziekte van Thomsen op chromosoom 7. Het kenmerkt zich ook door aanvallen van plotselinge stijfheid van de skeletspieren. Daarnaast kan er in tegenstelling tot de ziekte van Thomsen ook sprake van plotseling optredende spierzwakte. Deze spierzwakte kan in lichte vorm ook blijvend zijn. Mensen met de ziekte van Becker kunnen een vorm van spierhypertrofie hebben maar ook spieratrofie komt voor. De eerste symptomen worden meestal pas zichtbaar tussen het tiende en twintigste levensjaar soms nog later. De ziekte van Becker heeft meestal een ernstiger verloop, en een progressiever karakter dan de ziekte van Thomsen. Becker was ook de naamgever van de spierdystrofie van Becker, wat een geheel andere andere ziekte is dan de ziekte van Becker.